# Comté de Clifton
Le comté de Clifton était une zone d'administration locale au sud-est du Queensland en Australie dans les Darling Downs.
Le 15 mars 2008, il a fusionné avec la ville de Toowoomba et les comtés de Cambooya, Crows Nest, Jondaryan, Millmerran, Pittsworth et de Rosalie pour former la région de Toowoomba.
Le comté comprenait les villes de Clifton et Nobby.